# Санти-Фабиано-э-Венанцио-а-Вилла-Фьорелли (титулярная церковь)

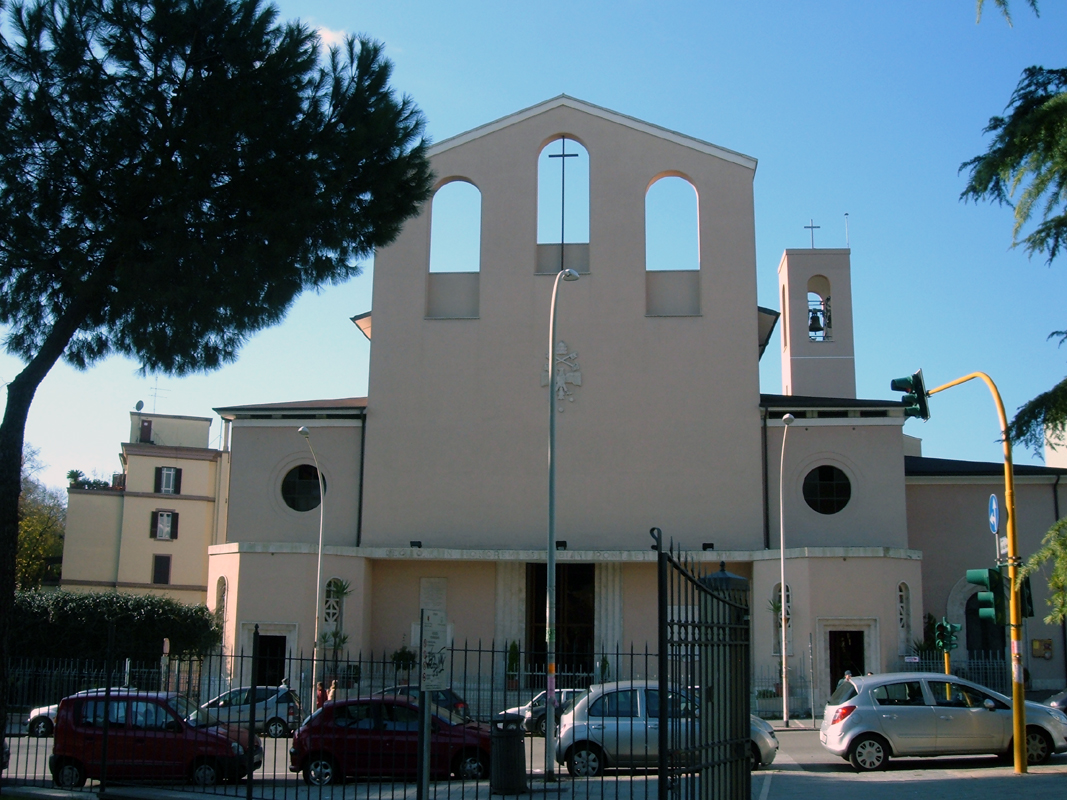

Титулярная церковь Санти-Фабиано-э-Венанцио-а-Вилла-Фьорелли (лат. Titulus Sanctorum Fabiani et Venantii ad locum vulgo "Villa Fiorelli") — титулярная церковь была создана Папой Павлом VI 5 марта 1973 года апостольской конституцией Eccleasiae Sanctae. Титул принадлежит церкви Санти-Фабиано-э-Венанцио-а-Вилла-Фьорелли, расположенной в квартале Рима Тусколано, на площади Вилла-Фьорелли.

## Список кардиналов-священников титулярной церкви Санти-Фабиано-э-Венанцио-а-Вилла-Фьорелли
- Герман Фольк (5 марта 1973 — 1 июля 1988, до смерти);
- Ян Хризостом Корец, S.J., (28 июня 1991 — 24 октября 2015, до смерти);
- Карлос Агиар Ретес (19 ноября 2016 — по настоящее время).